# Удовенко Микола Миколайович
Микола Миколайович Удовенко (нар. 6 жовтня 1956) — український радянський легкоатлет, який спеціалізувався у спортивній ходьбі, срібний призер чемпіонату СРСР (1983), рекордсмен Європи та України.

## З життєпису
5 жовтня 1979 на змаганнях в Києві встановив новий рекорд УРСР зі спортивної ходьби на 30000 метрів на стадіоні (2:08.16,0).
3 жовтня 1980 на змаганнях в Ужгороді переміг у спортивній ходьбі на 50000 метрів (змагання проходили на стадіоні), встановивши новий європейський рекорд у цій дисципліні (3:46.11,0).
У 1983 на літній Спартакіаді народів СРСР (в її межах одночасно розігрувались медалі чемпіонату СРСР) у Москві був другим на 50-кілометровій дистанції ходьби, внаслідок чого він потрапив до складу збірної СРСР для участі у тогорічному чемпіонаті світу в Гельсінкі. Проте, виступ у Фінляндії був невдалим — Удовенка дискваліфікували під час проходження дистанції за порушення правил спортивної ходьби.
На даний момент живе та працює у Ванкувері.